# Hastings (Nebraska)
Hastings es una ciudad ubicada en el condado de Adams en el estado estadounidense de Nebraska. En el Censo de 2010 tenía una población de 24 907 habitantes y una densidad poblacional de 704,1 personas por km². Se encuentra pocos kilómetros al sur del río Platte, un afluente del Misuri.

## Geografía
Hastings se encuentra ubicada en las coordenadas 40°35′46″N 98°23′39″O / 40.59611, -98.39417. Según la Oficina del Censo de los Estados Unidos, Hastings tiene una superficie total de 35.37 km², de la cual 34.91 km² corresponden a tierra firme y (1.3%) 0.46 km² es agua.

## Demografía
Según el censo de 2010, había 24907 personas residiendo en Hastings. La densidad de población era de 704,1 hab./km². De los 24907 habitantes, Hastings estaba compuesto por el 90.38% blancos, el 0.95% eran afroamericanos, el 0.46% eran amerindios, el 1.65% eran asiáticos, el 0.06% eran isleños del Pacífico, el 4.95% eran de otras razas y el 1.54% pertenecían a dos o más razas. Del total de la población el 9.76% eran hispanos o latinos de cualquier raza.